# 緞厝寮
緞厝寮，原寫為緞厝藔，是臺灣嘉義縣竹崎鄉的一個傳統地域名稱，位於該鄉北部中央地帶。相較於今日行政區，其範圍大致與緞繻村相近。

## 歷史
台灣日治初期，緞厝寮地區為一街庄（舊制），稱為「緞厝藔庄」，隸屬於大目根堡。該庄西北與大草埔庄為鄰，北及東北與大坪庄為鄰，東南邊及南邊東段隔一小段陸界及牛稠溪支流科底溪與金獅藔庄為界，南邊西段隔牛稠溪與瓦厝埔庄為界，西邊為覆鐤金庄。
1901年（日治明治三十四年）11月11日，全台設置二十廳，該庄隸屬於嘉義廳。1904年（明治三十七年）2月15日，該庄編入「竹頭崎區」，隸屬於嘉義廳。1909年（明治四十二年）10月25日，全台整併二十廳為十二廳，該庄仍隸屬於嘉義廳。1910年（明治四十三年）1月18日，該庄改編入「鹿蔴產區」，仍隸屬於嘉義廳。
1920年（大正九年）10月1日，廢十二廳改設五州二廳，該庄改制並雅化為「緞厝寮」大字，隸屬於臺南州嘉義郡竹崎庄（新制街庄）。
戰後竹崎庄改制為竹崎鄉，隸屬於臺南縣，大字亦改制為村。1950年10月，雲、嘉、南分治，竹崎鄉改隸屬於嘉義縣。

## 聚落
本地區發展較早的聚落有外埔仔、科底、科尾、緞厝寮、阿拔泉、樟腦寮、鹽菜甕、紅南坑等，在日治期初期的官方地圖上已有記載。此外，本地區尚有松腳聚落。

## 交通

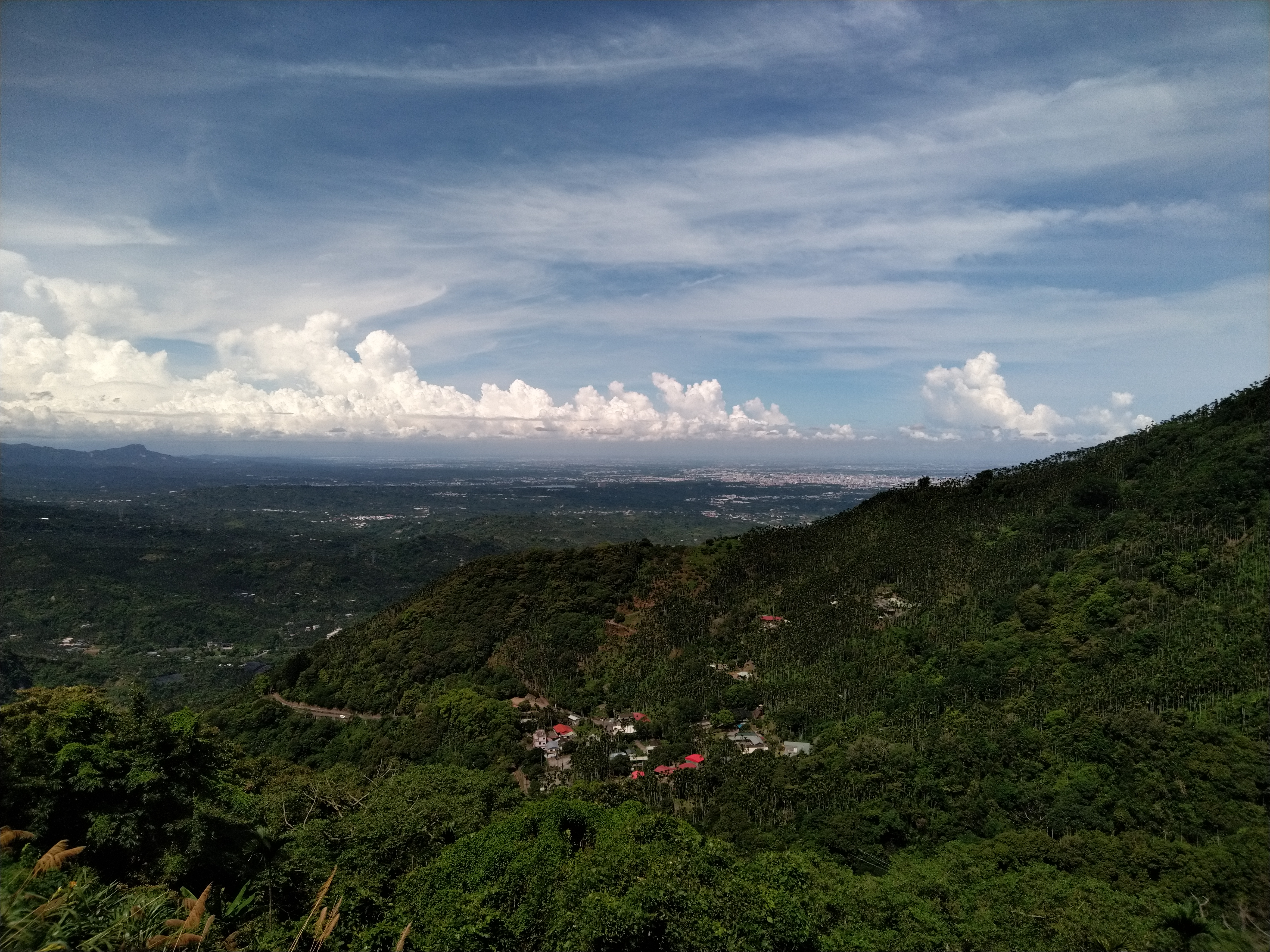
眺望樟腦寮車站及緞繻村

阿里山林業鐵路又稱「阿里山森林鐵路」，主線由嘉義通往阿里山，在本地區設有樟腦寮車站與獨立山車站。該鐵路主線因部分路段損毀，目前僅營運嘉義至十字路區間，兩座車站均位於此區間內。
鄉道嘉120線是竹崎至塘湖的道路。

## 學校
- 文光國小（已廢校）

## 景點
- 獨立山：台灣小百岳之一